# 2020 LINE TV Awards
 LINE TV Awards lần thứ ba là lễ trao giải do LINE TV Thái Lan tổ chức, nhằm tôn vinh những người trong ngành giải trí Thái Lan trong các lĩnh vực âm nhạc, truyền hình và phim truyền hình vì những thành tựu mà họ đã đạt được trong năm 2019.
Đêm trao giải được tổ chức tại Hội trường Royal Paragon Hall, Siam Paragon, Băng Cốc, Thái Lan vào thứ Tư, ngày 19 tháng 2 năm 2020.

## Giải thưởng
Đề cử đạt giải được liệt kê đầu tiên và được tô đậm:

### Giải thưởng chính
| Best Dramatic Scene (Cảnh phim hay nhất) | Best Comedy Scene (Cảnh phim hài hước nhất) |
| --- | --- |
| - He's Coming to Me (GMMTV) - Bai Mai Tee Plid Plew (One31) - Krong Kam (Channel 3 HD) - Phrungni Cha Mai Mi Mae Leo (JSL Global Media) - Leh Runchuan (Channel 8) | - Toey Tiew Thai: The Route (GMMTV) - Sucker Kick (Parbdee Taweesuk) - Infinite Challenge Thailand (Workpoint TV) - Thong Ek Mhorya Tha Chalong (Channel 3 HD) - The Face Men Thailand mùa 3 (Kantana) |
| Best Viral Scene (Cảnh phim phổ biến rộng rãi nhất) | Best Kiss Scene (Cảnh hôn hay nhất) |
| - Great Men Academy (Nadao Bangkok) - My Ambulance (Nadao Bangkok) - Klin Ka Sa Long (Channel 3 HD) - Montra Maha Saneh (PPTV) - Krong Kam (Channel 3 HD) | - TharnType: The Series (One31) - Great Men Academy (Nadao Bangkok) - 3 Will Be Free (GMMTV) - My Ambulance (Nadao Bangkok) - The Sand Princess (GMMTV) |
| Best Couple (Cặp đôi của năm) | Best MC (MC tốt nhất) |
| - Khai - Third trong Theory of Love (GMMTV) - Pete - Kao trong Dark Blue Kiss (GMMTV) - Songpao - Mewadee trong Kaew Klang Dong (Channel 3 HD) - Sila - Minta trong Hua Jai Sila (One31) - Dao - Tiwkaow trong My Ambulance (Nadao Bangkok) | - Kan Kantathavorn tại I Can See Your Voice Thailand/The Mask Singer/10fight10 (Workpoint TV) - Panirin Tumwattana tại Little Nirin 2 (Orangemama) - Panissara Phimpru tại Opal All Around 3 (Nang Maew Pa) - Willy McIntosh tại Hollywood Game Night Thailand mùa 3 (Memiti) - Kiat Kitjaroen & Sanya Kunakorn tại Kik Duu (PPTV) |
| Best Song (Bài hát hay nhất) | |
| - Ruk Tid Siren - Nichaphat Chatchaipholrat và Paris Intarakomalyasut (Nadao Music) - Enough - Wanyai (LOVEiS) - Pa Wa Na - MEYOU (GMM Grammy) - Rang Wan Plop Chai - Zom Marie ft. LAZYLOXY (Spicydisc) - Just Wonder - The Toys (What The Duck) - Move On - Mean (LOVEiS) - Thang Cham Thang Prap - Stamp ft. Youngohm & The Parkinson (123Records) - Glad - Waruntorn Paonil (Muzik Move) - Doung Jai - Palmy (GMM Grammy) - Tee Rak Reu Tee Pak - Yinglee Srijumpol (GMM Grammy) | |

### Giải thưởng đặc biệt
| Drama of the Year (Phim truyền hình của năm)                      | Top Search Content of the Year (Nội dung được tìm kiếm nhiều nhất trong năm) |
| ----------------------------------------------------------------- | ---------------------------------------------------------------------------- |
| - Bai Mai Tee Plid Plew (One31)                                   | - Pen Tor (One31)                                                            |
| Entertainment Program of the Year (Chương trình giải trí của năm) | Most Followers of the Year (Được theo dõi nhiều nhất trong năm)              |
| - The Face Men Thailand mùa 3 (Kantana)                           | - My Ambulance (Nadao Bangkok)                                               |
| Most Hearted Content of the Year (Nội dung có tâm nhất năm)       |                                                                              |
| - Theory of Love (GMMTV)                                          |                                                                              |